# إكس (سلسلة أفلام)
تتكون سلسلة أفلام X من أفلام رعب أمريكية مبنية على قصة أصلية كتبها تي ويست. تتضمن السلسلة الفيلم الأصلي X ، والفيلم التمهيدي Pearl (كلاهما في عام 2022)، والفيلم التكميلي MaXXXine (2024). تدور أحداث الفيلم بشكل عام حول شخصيتين، ماكسين "ماكس" مينكس و بيرل ، واللتان تلعب دورهما ميا جوث.
حظي الفيلم الأول، X ، بإشادة النقاد،  وحقق نجاحًا كبيرًا في شباك التذاكر. كان الفيلم بمثابة تكريم لأفلام الرعب في الماضي، وقد اعتُبر فيلمًا كلاسيكيًا ومؤثرًا، مما توقع تأثيره على مستقبل هذا النوع.      كما حظي الجزء التمهيدي لها، بيرل ، بإشادة النقاد، حيث ذكر البعض أنه حسَّن بشكل غير مقصود فرضية الجزء السابق، كما حقق نجاحًا في شباك التذاكر.   تم إصدار الفيلم الثالث، MaXXXine ، في 5 يوليو 2024.  وقد تلقى الفيلم مراجعات إيجابية بشكل عام من النقاد وأصبح الفيلم الأعلى ربحًا في السلسلة. 

## الأفلام
| فيلم   | تاريخ الإصدار في الولايات المتحدة | مخرج    | كاتب السيناريو   | المنتج(ون)                                              |
| ------ | --------------------------------- | ------- | ---------------- | ------------------------------------------------------- |
| إكس    | 18 مارس 2022                      | تي ويست | تي ويست          | تي ويست، كيفن تورين، جاكوب جافكي وهاريسون كريس          |
| لؤلؤة  | 16 سبتمبر 2022                    | تي ويست | تي ويست وميا جوث | تي ويست، كيفن تورين، جاكوب جافكي وهاريسون كريس          |
| ماكسين | 5 يوليو 2024                      | تي ويست | تي ويست          | تي ويست، ميا جوث، كيفن تورين، جاكوب جافكي وهاريسون كريس |

في أمريكا عام 1979، يقرر فريق من صناع الأفلام الهواة إنشاء تجربة جديدة في السينما من خلال الاستكشاف في صناعة الأفلام للبالغين. يقرر مالك ومطور عرض البورليسك واين جيلروي إنتاج المشروع وفقًا لمفهومه الخاص، ويستعين بمخرج شاب عديم الخبرة، آر جي نيكولز، الذي تساعده صديقته المتحفظة لورين داي في الاحتياجات الفنية أثناء التصوير. وتشارك صديقة واين الأصغر سناً، الممثلة الطموحة ماكسين مينكس، في بطولة العرض، إلى جانب نجوم الأفلام الإباحية بوبي لين باركر وجاكسون هول. أثناء الرحلة البرية إلى ريف تكساس، كانت للمجموعة اختلافاتها، ولكن في النهاية وضعوها جانبًا حيث كان واين يعتقد أنهم سيحققون الثراء والشهرة بفضل ابتكار هذا المشروع.
عندما يصلون إلى موقعهم البعيد، وهي كوخ معزول استأجره واين من مالكيه المسنين هوارد وزوجته المريضة بيرل ، يبدأون الإنتاج على الفور. دون علم المالكين، يستمرون في فجورهم الجنسي بينما تقرر لورين، بسبب إزعاج RJ، المشاركة في المشهد النهائي المثير أيضًا. في هذه الأثناء، يدفع الفضول بيرل إلى التحقيق في الكابينة، فقط لتكتشف الأنشطة الحسية التي يقوم بها الفريق. تغار المرأة المسنة من شبابهم وجنسانيتهم، وتغضب من جسدها المتقدم في السن، وتتوق إلى وقت كانت تسعى فيه أيضًا إلى الشهرة، فتبدأ في مهاجمتهم واحدًا تلو الآخر. عندما يعلم هوارد بما يحدث في ممتلكاته، يساعد زوجته في مهمتها لذبح طاقم الفيلم الشاب. وبينما تبدأ المذبحة في الظهور، تقاتل المجموعة من أجل البقاء على قيد الحياة طوال الليل.   
في أمريكا عام 1918، كانت بيرل امرأة شابة طموحة ولديها رغبات في الشهرة على المستوى الوطني. إنها من عشاق الأفلام والرقص، وتعرب لعائلتها عن رغبتها في أن تصبح نجمة. على الرغم من أن زوجها كان بعيدًا في الجيش أثناء الحرب العالمية الأولى ، إلا أنها بقيت في منزل والديها، ويجب أن تلتزم بتوقعاتهم المتحفظة والصارمة، وتهتم بمزرعتهم. والدتها الألمانية روث لا تأخذ تطلعاتها في الاعتبار، ولا توافق على طبيعتها الاستغلالية، وتطلب منها إكمال الأعمال المنزلية أثناء إقامتها في منزلهم. ويتضمن ذلك رعاية والدها الذي يستخدم كرسيًا متحركًا ولا يستطيع الكلام. على الرغم من أنها ترى الحيوانات في المزرعة في البداية كأصدقائها وتتحدث معهم كما لو كانوا بشرًا، إلا أنها تبدأ في إخراج إحباطها عليهم وتبدأ في ذبحهم لإرضاء غضبها الداخلي.
وعلى الرغم من هذه القيود، فإن بيرل تتسلل في كثير من الأحيان إلى دار السينما المحلية حيث تستطيع الهروب من هموم يومها وتخيل أحلامها حول مستقبل مختلف عن الحياة التي تعيشها. بمرور الوقت، يبدأ عارض الأفلام في دار السينما علاقة مغازلة وشهوانية معها. عندما يعرض عليها نسخة مبكرة من فيلم إباحي، على الرغم من كونه صامتًا في طبيعته، ويخبرها أنه يريد رؤيتها في شيء مماثل ذات يوم، تبدأ مرة أخرى في الاعتقاد بأنها ستصبح نجمة ذات يوم. يظل تعطشها للتفاعل الجنسي مكبوتًا بينما تلبي احتياجات المزرعة. طوال الوقت، تخبرها والدتها أن هناك شيئًا ما خطأ معها، مع ظهور نوبات من الميول النفسية والاجتماعية غير المقبولة. مع تصاعد الخلافات بينهما، تسمح بيرل لرغباتها المعادية للمجتمع بالتحرر. وبينما تتعهد بأن تصبح قاتلة متسلسلة من خلال أفعال القتل، فإنها تحدد مصيرها عن غير قصد من أجل تجنب التحقيق في جريمة قتل جنائية. إنها تكافح من أجل التكيف مع حقيقة أنها لن تحقق أهدافها أبدًا، ولن تصل إلى أحلامها أبدًا، وستضطر دائمًا إلى البقاء مجهولة الهوية في مزرعة العائلة التي ورثتها نتيجة لأفعالها.    

### ماكسين(2024)
في مارس 2022، أعلن ويست أنه يعمل على سيناريو فيلم ثالث في سلسلة X ، والذي من المقرر أن تدور أحداثه بعد أحداث X. سيستكشف المشروع نوعًا فرعيًا آخر من الرعب وسيستمر في تصوير تأثير السينما على المجتمع، واستكشاف كيف فعل ذلك تطوير إصدارات الفيديو المنزلي . تنص الدول الغربية على أنه في حين يمكن للمشاهد مشاهدة كل فيلم على حدة دون مشاهدة الفيلم السابق، إلا أن هذه الأفلام مصممة "لتكمل بعضها البعض".   
في يونيو 2022، أكد المنتج التنفيذي بيتر فوك أن الفيلم الثالث قيد التطوير رسميًا مع انضمام ويست إلى المشروع.  في سبتمبر 2022، في العرض الأول لفيلم Pearl ضمن سلسلة Midnight Madness في مهرجان تورنتو السينمائي الدولي 2022 ، تم الإعلان رسميًا عن فيلم ثالث مع عرض تشويقي قصير بعد انتهاء العرض . تم إصدار المقطع لاحقًا عبر الإنترنت لأولئك الذين لم يكونوا حاضرين في الحدث. ويعود ويست للعمل ككاتب ومخرج وأحد المنتجين، في حين ستعيد ميا جوث تمثيل دورها من الفيلم الأول. تدور أحداث الفيلم في عام 1985 ويحمل عنوان MaXXXine ، وقد تم التأكيد على أن القصة تتركز حول ماكسين، الناجية الوحيدة من "مذبحة X " حيث تواصل متابعة مستقبلها في هوليوود . تم تصوير المقطع الدعائي للفيلم وتسريب الفيلم للحصول على الضوء الأخضر من قبل شركة A24، بعد النجاحات التي حققها الجزآن السابقان. سيتولى جاكوب جافكي، وكيفن تورين، وهاريسون كريس مهمة المنتجين، بينما سيتولى جوث أيضًا مهمة المنتج التنفيذي.   
في يناير 2023، صرحت جوث أن السيناريو مكتمل وأن القصة في رأيها هي الأفضل في السلسلة حتى الآن. صرحت الممثلة أن العديد من أعضاء فريق الإنتاج السابق سيعودون، ومن المقرر أن يبدأ التصوير الرئيسي في وقت لاحق من ذلك العام.  في أبريل 2023، أُعلن عن إضافة إليزابيث ديبيكي ، وموسى سومني ، وميشيل موناجان ، وبوبي كانافال ، وليلي كولينز ، وهالسي ، وجيانكارلو إسبوزيتو ، وكيفن بيكون إلى فريق التمثيل.  بدأ التصوير الرئيسي في وقت لاحق من ذلك الشهر. تم إصدار الفيلم في 5 يوليو 2024.
في مارس 2022، أثناء وصفه لعملياته الإبداعية، صرح ويست: "أحاول بناء عالم من كل هذا، كما يفعل الناس هذه الأيام". كما عبر عن ذلك قائلاً: "لا يمكنك صنع فيلم رعب بدون مجموعة من التكملة".  في فبراير 2024، صرح المخرج السينمائي أنه يخطط لجزء رابع. سيعتمد تنفيذ المشروع على مدى استقبال MaXXXine .  في مايو من نفس العام، أكد ويست أنه يعمل على فيلم رابع؛ مشيرًا إلى أنه قد يطوره كمشروعه القادم.  في يوليو من نفس العام، صرح ويست أنه بعد الانتهاء من الثلاثية، يخطط لتحديد ما إذا كان الفيلم الرابع أو قصة أخرى سيكون مشروعه التالي، بعد أخذ استراحة قصيرة من صناعة الأفلام أولاً.  
قام الكاتب والمخرج تي ويست بتطوير سلسلة الأفلام كدراسة وتحليل لرغبات البشرية في الشهرة والثروة. سوف يستكشف كل فيلم الرعب المصاحب من خلال عدسة مختلفة قليلاً. تم إنشاء X كتقدير لسلسلة <i id="mwrg">The Texas Chainsaw Massacre</i> الأصلية وعلى نفس طرازها.  في حين أنه يوضح بالتفصيل صعود صناعة الأفلام المستقلة وتأثيرها على المجتمع، استكشف الفيلم التمهيدي أسلوبًا آخر داخل هذا النوع. 
تم تصوير فيلم Pearl بالتزامن مع الجزء الأول، وكان بمثابة مقدمة سرية، وتم التصوير في نيوزيلندا. بمجرد الإعلان عن الفيلم، كان بالفعل في مرحلة ما بعد الإنتاج.  تم عرض معاينة سريعة أيضًا في مشهد ما بعد الاعتمادات في فيلم X للإصدارات في أمريكا الشمالية فقط.  قام صانع الفيلم بإنشاء هذا المشروع بهدف أن يكون مزيجًا بين الميلودراما وأفلام التقنية الملونة ، والذي وصفه بأنه " فيلم ديزني مجنون". في استكشافه لظهور إنتاجات الأفلام الكلاسيكية في هوليوود ، كان ويست يعتزم توضيح تأثيرها على التحولات والتغييرات المجتمعية.   
على نحو مماثل، تمت مقارنة الجزء الثالث، وهو تكملة مباشرة بعنوان MaXXXine ، بأفلام الجيالو (خاصة بواسطة داريو أرجينتو ).   يستكشف المشروع إنشاء فيديو منزلي وتأجيره ومتاجر فيديو . يهدف كل جزء إلى تصوير العلاقات الإنسانية نتيجة للوسائط التي يستهلكونها. 
مؤشرات القوائم
هذا القسم يبين الشخصيات التي ستظهر أو قد ظهرت في أكثر من فيلمين في السلسلة.
- خانة رمادية داكنة فارغة تعني أن الشخصية لم تكن في الفيلم، أو أن ظهور الشخصية الرسمية لم يُؤكَّد بعد.

## تفاصيل إضافية عن الطاقم والإنتاج
| فيلم   | الطاقم/التفاصيل          | الطاقم/التفاصيل        | الطاقم/التفاصيل           | الطاقم/التفاصيل                             | الطاقم/التفاصيل | الطاقم/التفاصيل | الطاقم/التفاصيل |
| فيلم   | الملحن(ون)               | مدير التصوير السينمائي | المحرر(ون)                | شركات الإنتاج                               | شركة توزيع      | وقت التشغيل     |                 |
| ------ | ------------------------ | ---------------------- | ------------------------- | ------------------------------------------- | --------------- | --------------- | --------------- |
| إكس    | تايلر بايتس وتشيلسي وولف | إليوت روكيت            | تي ويست و ديفيد كاشيفاروف | أ24 </br> ماد سولار </br> إنتاجات ليتل لامب | أ24             | 106 دقيقة       |                 |
| لؤلؤة  | تايلر بيتس وتيم ويليامز  | إليوت روكيت            | تي ويست                   | أ24 </br> ماد سولار </br> إنتاجات ليتل لامب | أ24             | 102 دقيقة       |                 |
| ماكسين | تايلر بايتس              | إليوت روكيت            | تي ويست                   | أ24 </br> ماد سولار </br> إنتاجات ليتل لامب | أ24             | 104 دقيقة       |                 |

## استقبال

### شباك التذاكر والأداء المالي
| فيلم   | الطماطم الفاسدة  | ميتاكريتيك | سينما سكور |
| ------ | ---------------- | --- | ---------- |
| إكس    | 94% (230 تقييم)  | data-sort-value="" style="background: #ececec; color: #2C2C2C; vertical-align: middle; text-align: center; " class="table-na" \| — |            |
| لؤلؤة  | 92% (213 تقييمًا) | 76/100 (39 تقييمًا) | ب-         |
| ماكسين | 72% (267 تقييمًا) | 64/100 (50 تقييمًا) | ب          |